# 98 FM (Campina Grande)
A Correio FM, mais conhecida como 98 FM, é uma emissora da cidade de Campina Grande na Paraíba, que opera desde o ano de 1983, transmitindo o seu sinal para mais 30 cidades no estado da Paraíba e algumas cidades de Pernambuco e Rio Grande do Norte que localizam-se próximas à fronteira com a Paraíba. 
Seus estúdios de locução e de gravação, além da área administrativa localizaram-se primeiramente à rua Maciel Pinheiro, edifício Palomo, 11 andar, no Centro. A partir de 2007 a área administrativa passou a ser situada à avenida Canal, na primeira sede do Sistema Correio em Campina grande. Os estúdios de locução e gravação de comerciais foram mantidos no edifício Palomo.
Em Outubro de 2019 a 98 FM migrou para a nova sede do Sistema Correio em Campina Grande, localizada à rua Coronel Salvino Figueiredo, nº79, onde localiza-se atualmente seus estúdios e área administrativa. a sua antena de transmissão contínuar no alto do edifício palomo no centro da cidade.

## História
A emissora pertence ao Sistema Correio de Comunicação. Foi inaugurada em 06 de junho de 1983, sendo a segunda emissora da cidade em FM a operar (a primeira emissora foi a Campina Grande FM, inaugurada por Hilton Motta em 1978). Em seu início era essencialmente musical e de repertório eclético, caracterizando-se por apresentar uma programação que mesclava pop/rock com músicas regionais e que já apresentava gêneros populares como a axé music, a lambada e o sertanejo . Essa fase durou até 1991, com programas como o Expresso 98 e o Curte Som (1987).
Desde o início da década de 1990, a emissora passa a se destacar na cobertura dos eventos de Campina Grande, como O maior São João do Mundo, a Micarande e O Encontro Para a Nova Consciência, e também dos shows mais concorridos que acontecem na cidade. Mas o evento mais importante promovido pela 98 FM é a sua festa de aniversário, que coincide com o período dos festejos juninos de Campina Grande, centralizada no Parque do Povo. O aniversário da rádio acontece neste espaço e reúne milhares de pessoas que prestigiam shows de artistas regionais e brincadeiras comandadas pelos radialistas da emissora.
A partir de meados de julho de 1991 a rádio mudou sua grade de programação investindo em uma programação bastante popular no período diurno . Nesta fase a rádio encontra o auge de seu sucesso. No início houve um destaque para o gênero sertanejo, com programas como "Sertanejo 98" (das 8 às 10 horas) e "Tarde sertaneja" (das 16 às 18 horas). Na mesma época surgiram programas que ficariam muito famosos: o "Axé Bahia" (1992-2000) (dedicado ao gênero axé) (das 12 às 14 horas), o "Parada dura" (1992-1994) (dedicado ao gênero brega, incluindo quadros de humor) (das 18 às 19 horas), o "Oxente Paraíba" (dedicado ao forró e comandado por Oscar Neto, com sua personagem Coroné Grilo) e  "Forró Leroá" (dedicado ao forró) (das 6:00 às 8:00), comandado por Biliu de Campina. Segundo Goretti Maria S. Freitas, a 98 FM "influenciada pela indústria fonográfica foi a primeira a difundir na cidade os gêneros axé, pagode, lambada, funk, brega, tornando-se uma emissora extremamente popular" (2006, p. 171). Simultaneamente, a emissora iniciou o processo de digitalização, com o uso de CDs, que substituiu os LPs, e de mini-discs (MDs). Estes últimos serviram para a gravação de spots comerciais, em substituição aos cartuchos.
Em 1998 houve uma nova reestrutura e a rádio passou a mesclar algum pop/rock à sua programação popular. O seu horário nobre continuava com programas populares, como o "Show da manhã" e o "Clima de festa" (1998), mas a rádio passou a oferecer programas para públicos segmentados, como o "Pega leve" (1998) e "Relax 98" (1998) (dedicados à MPB e à música soft internacional), "Alta voltagem" (2003) (dedicado à gêneros jovens, como o pop, o rock e o dance), "Disco Club" (2002) (dedicado à dance music. Apresentado de 2003 a 2007 pelo DJ Johan van Haandel e desde 2005 pelo DJ Gerson Freitas) e "Rock Sport" (1992) (dedicado ao rock. Conta com a apresentação de Bob Robson desde o seu início. É um dos únicos programas segmentados da fase popular da rádio - o outro foi o "Linha internacional", exibido brevemente em 1994).
Ainda em 1998 a emissora passou a operar com o primeiro software de automação de comerciais, o Digiradio, tornando-se a pioneira em Campina Grande na automação de conteúdo sonoro. Também foi pioneira na interatividade digital com os ouvintes, por meio do radialista Fábio Rocha, que iniciou a interação com os ouvintes nas salas de bate papo do Universo Online em 1998 e logo depois passou a utilizar o servidor Brasnet do Internet Relay Chat (IRC) para esta ação, utilizando primeiramente o canal Campina e depois o canal próprio do programa Radiofolia, apresentado no horário vespertino por Fábio Rocha. Neste mesmo ano a 98 FM trocou o seu transmissor instalando um de 100 KW, quadruplicando a sua potência e aumentando consideravelmente seu raio de alcance, que agora chega a atingir cidades de Pernambuco e Rio Grande do Norte.

## A 98 FM na década de 2000
Desde o início da década de 2000 a 98 FM entra em rede com a 98 FM de João Pessoa, retransmitindo o conteúdo da emissora da capital das 23:00 às 5:00. Em 2004 passa a integrar a Rede Correio Sat, sendo uma das primeiras a entrar nesta rede, a primeira via satélite do estado da Paraíba.
O website da 98 FM foi iniciado em 2002, mantido com parceria da companhia de cobertura de festas Se Divirta. Neste website, mantido até meados de 2007, eram exibidos além do áudio de sua programação, os eventos que a emissora produzia e do seu parceiro na hospedagem na Internet. 
Desde abril de 2003 a 98 FM opera com conteúdo musical e comercial automatizado, utilizando o software Playlist. Nesta ação, a base de dados de música ficou organizada por gêneros musicais ou conteúdos exibidos em programas específicos, com cada música cadastrada com nome do artista, nome da obra e ano de lançamento. A discoteca, dessa forma, passou a ficar na sala de locução e cada pedido do ouvinte podia ser atendido sem demora na busca da música, pois todo o repertório da emissora estava centralizado e acessível.
A partir de outubro de 2003 passa a cobrir os jogos de futebol dos times da cidade de Campina Grande, englobando a transmissão do campeonato paraibano e o campeonato brasileiro da terceira divisão de futebol. Montou-se uma equipe para a transmissão dos jogos que conta com profissionais como JCC, Alan Roberto, Gutemberg Simões, Ednaldo Santos e Henrique Jorge comandante da equipe.
A rádio conta com os seguintes profissionais em 2010: Noemi Leão (gerente comercial), Bob Robson (coordenador artístico) e os locutores Almy Gabriel (à noite), Fábio Rocha (à tarde), Henrique Jorge (pela manhã), Oscar Neto (pela manhã) e Meiry Ane Lima (aos finais de semana), além de outros profissionais da técnica e da área esportiva. Outros radialistas que já fizeram parte da equipe da 98 FM foram: Polion Araújo (1988-1990), Edna Lúcia, Eliomar Gouveia, Josinaldo Ramos, Paulo Santos, Saulo Queiroz, Marcos Marinho, Edil Francis, Fátima Silva, Kilder César, Kennedy Salles, Biliu de Campina, Mauro Roberto, Sandra Medeiros, Júnior Duarte, entre outros.
Em 06 de junho de 2008, quando completou 25 anos no ar, a rádio voltou a ter seu sinal transmitido pela internet, dessa vez pelo Portal Correio Sat. 